# Caja Rural San José de Almassora

La Caja Rural San José de Almassora (o simplemente CaixAlmassora) es una Sociedad Cooperativa de Crédito fundada en 1917. Está registrada en el Banco de España con el número de registro 3130.
La entidad cuenta con 4 oficinas distribuidas por todo el término municipal de Almazora.

## Empresas participadas por CaixAlmassora
- Banco Cooperativo Español, S.A.
- Rural Servicios Informáticos, S.C.
- Seguros RGA
- Docalia, S.L.

- Datos: Q112614206